# Hynobius glacialis
Hynobius glacialis is een salamandersoort uit de familie der Aziatische landsalamanders (Hynobiidae).

## Naamgeving
Hynobius glacialis werd samen Hynobius fuca in 2008 als een nieuwe soort beschreven door June-Shiang Lai en Kuang-Yang Lue van de National Taiwan Normal University in Taipei. Ze noemden het dier Nanhu-salamander, naar de vindplaats Nanhu Lodge op Mount Nanhu.

## Verspreiding en habitat
De beide soorten zijn endemisch in Taiwan. H. glacialis komt voor in de bergen in het noorden van Taiwan op meer dan 3000 meter hoogte. Het holotype is afkomstig uit het arrondissement Taichung. De exacte locatie is 24°24'N, 121°25'E, op een hoogte van 3536 meter boven zeeniveau.
Hynobus glacialis is de langste van de vijf Hynobius-soorten die op Taiwan voorkomen. De kop-romplengte is gemiddeld 60 mm. De rug is geelbruin met onregelmatige korte zwarte strepen. De buikzijde is grijs. Er zijn bleke gele stippen op het hoofd. Er zijn vier tenen aan de voorste ledematen en vijf aan de achterste.
Ze leven nabij alpine toendra in de buurt van koude bronnen en stroompjes. Tijdens de dag schuilen ze meestal onder rotsen of steenslag.